# Estación de Alquería
Alquería fue un apartadero ferroviario situado en el municipio español de Huelva.

## Historia
El apartadero de Alquería formaba parte del ferrocarril de Riotinto, que fue inaugurado en 1875. Las instalaciones disponían de un edificio de viajeros y de una vía de sobrepaso para permitir el cruce de los trenes en esta zona. En 1974 se cerró al tráfico el tramo comprendido entre Huelva y Las Mallas, si bien el resto del ferrocarril no sería clausurado hasta 1984. En la actualidad apenas si se conservan restos del antiguo recinto ferroviario de Alquería.